# Connolly (comté de Clare)
Pour les articles homonymes, voir Connolly.
Connolly est un village en Irlande, situé dans le comté de Clare.

## Géographie
La localité se trouve à 1 4km à l'ouest-sud-ouest d'Ennis.

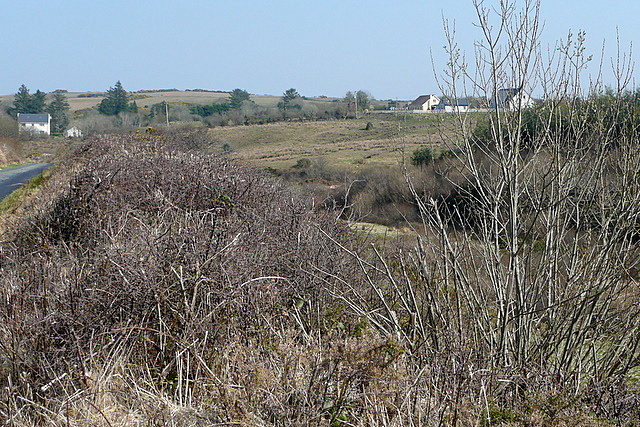
Paysage près de Connolly.

Au centre du village, la poste et l'église catholique Saint-Michel-l'Archange voisinent l'école primaire nationale fondée en 1905.
Autrefois, le village possédait une laiterie et un poste de police (Garda Station).